# 帝釋天

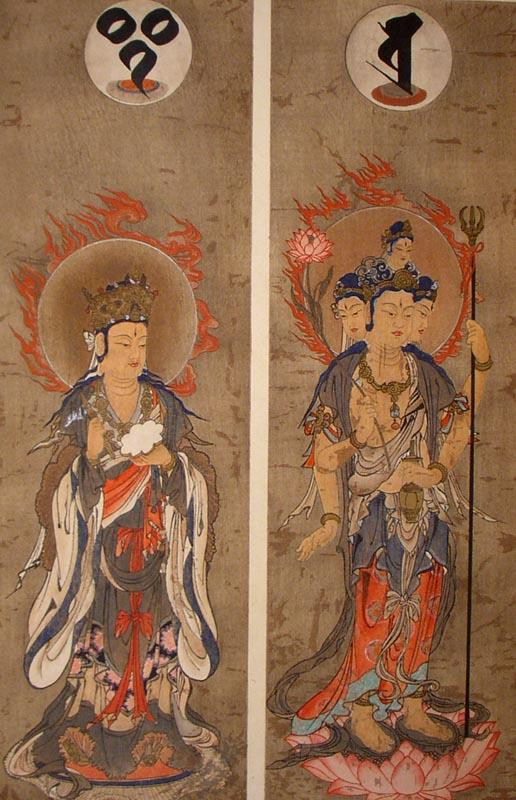
帝釋天（左）與梵天（右）

帝釋天（Śakra），又稱天帝釋、帝釋，全名為釋提桓因陀羅（梵文：Śakro devānām indraḥ，巴利文：Sakko devānaṃ indo）或釋提桓因達羅，簡稱釋提桓因。其原型為印度教的神明，即因陀罗（Indra），主管雷電與戰鬥，統領空界，佛教稱之為帝釋天。
佛教認為他是忉利天之主，座騎為六牙白象。他經常率領天人，與阿修羅戰鬥。

## 名稱
帝釋天的梵文為，音譯為「释提桓因陀羅」或「釋提桓因達羅」，意譯為「能天帝」。在梵語中，「釋迦」（Śakra），意思是能夠、有能力、仁慈。；「提婆」（deva），是天人、神明的意思；「因陀羅」（Indra）是王者、征服者、最勝者的意思。名稱意為「能夠為天界諸神的主宰者」。按其原文，原應翻譯為「釋天帝」，但在漢譯時，為順從漢語語順而將梵語順序反轉，稱其為帝釋天，又稱帝釋、釋天、天帝。在《雜阿含經》中，曾列舉帝釋天的名稱，有「釋提桓因」、「富蘭陀羅」、「摩伽婆」、「娑婆婆」、「憍尸迦」、「舍脂缽低」、「千眼」、「因提利」。

## 傳說
帝釋天是吠陀經典中最重要的神明，出身提婆（deva），是天界之主，在古印度神話中有首要地位。但在吠陀時代後期，其地位慢慢被削弱，最後被降為次要神明，位階低於梵天、濕婆與毗濕奴之下。
在佛教傳說中，帝釋天為忉利天之主，統率諸天的天人。北涼譯本《大毗婆沙論》的帝釋，在玄奘譯本中被稱為藥叉天（即夜叉天），又「帝釋」可以統率夜叉眾，且其傳說出身阿修羅之妻子舍脂亦曾被譯為「設支」，在玄奘譯本《大毗婆沙論》稱其為青衣夜叉。據以上記載，印順法師曾認為「帝釋」可能出身夜叉，與傳說為金剛手的普賢菩薩有一致之處。
《長阿含經》記載，帝釋天曾要求焰摩天、兜率天、化自在天、他化自在天天子來協助他與阿修羅王作戰，似乎暗示他的地位高於其他四天。《大智度論》記載，帝釋與阿修羅戰鬥時，居於中央，左方為伊舍那天，右方為婆樓那天。
在佛經中，帝釋天被稱為天主，或諸天之主，而大梵天王被稱為娑婆界主。佛教相信，梵天與帝釋天為護法神，參與釋迦牟尼說法。《華嚴經》認為，證第三地發光地的菩薩，多投生為帝釋天。
帝釋天於聽聞佛陀說法後，發願而得法眼淨，證得初果。

## 中國民間信仰
在佛教傳入中國後，佛、道兩大宗教都常有把對方的神，吸納入自己的派系之傾向。在漢傳佛教中，帝釋天也被奉為十二天，二十諸天與二十四諸天之一的護法神，而祂的神像通常被摆在寺庙的大雄殿里。汉传佛教徒也有人将道教玉皇大帝等同于帝释天，道教徒并不认同。

## 朝鲜民間信仰
《三国遗事》记载，桓雄的父亲桓因就是释提桓因，而桓雄下凡後與熊女結合誕下檀君。

## 流行文化
在中國佛教故事及其衍生的小說、漫畫、影視劇、遊戲中，常出現帝釋的身形。其他佛教主題的藝術作品、遊戲亦然。例如：
- 日本動畫《手冢治蟲的佛陀》、《南無阿彌陀佛！-蓮台 UTENA-》。
- 帝釋在漫畫家馬榮成的漫畫作品——《風雲》中出現，為反派人物，原是秦朝時的徐福，因喝下鳳血而有長生不老的能力，具有高強武功。
- 日本漫畫書刊《CLAMP》上的作品《聖傳》亦有以雷神、帝釋天和其他佛教神話的眾神作骨幹和角色。
- 在日本手遊「怪物彈珠」中也出現以帝釋天為設計藍本的超絕關卡。
- 網易知名手游《陰陽師onmyoji》中的SSR男性式神帝釋天(cv:神谷浩史)。